# Naissance en 1009
Naissance
- 1005
- 1006
- 1007
- 1008
- 1009
- 1010
- 1011
- 1012
- 1013

Cette page dresse une liste de personnalités nées au cours de l'année 1009 :
- 14 décembre : Go-Suzaku, empereur du Japon.

- Adèle de France, comtesse de Corbie, duchesse consort de Normandie et comtesse consort de Flandre.
- Alberto Azzo II d'Este, dit aussi Albertazzo II, seigneur d’Este.
- Al-Malik ar-Rahim Khusraw Firuz (Le roi clément), émir d'Irak.
- Armengol II d'Urgell, dit le Pèlerin, comte d'Urgell.
- Georges l’Hagiorite, également appelé Georges d'Athos, Giorgi Mtatsmindeli ou Giorgi Atoneli, moine géorgien, traducteur, écrivain religieux et calligraphe.
- Honorius II, antipape.
- Qatran Tabrizi, poète de la cour en Perse.
- Thorfinn Sigurdsson, comte des Orcades.
- Toirdelbach Ua Briain, roi de Munster et Ard ri Érenn.
- Youssef ben Tachfine,  troisième imam, premier sultan des Almoravides, fondateur de Marrakech.

## Crédit d'auteurs
- Cet article est partiellement ou en totalité issu de l'article intitulé « 1009 » (voir la liste des auteurs).